# Оръжия за масово поразяване на Ирак
Оръжията за масово поразяване на Ирак са няколко групи оръжия за масово поразяване, разработвани и използвани от Ирак в периода от 1962 до 1991 година.
От 60-те години Ирак развива свои програми за разработване на химически, биологични, радиологични и ядрени оръжия, като някои от тях са използвани през 80-те години по време на Ирано-иракската война, включително срещу цивилни. След поражението на Ирак във Войната в Персийския залив през 1991 година тези програми са прекратени и под контрола на Организацията на обединените нации са унищожени значителни количества химически оръжия. През 2002 година Съединените щати и Великобритания обвиняват Ирак, че е подновил програмите си за разработване на оръжия за масово поразяване, и отказът на Ирак да допусне международна инспекция става повод за Иракската война от 2003 година.

## Радиологични оръжия
Ирак е разглежда възможността за нанасяне на удар с радиологично оръжие по Иран от 1987 до 1988 година, по време на Ирано-иракската война. Основната идея е била създаването на авиационни бомби, които да разпръскват радиоактивен материал над голяма площ с помощта на мощни конвенционални експлозиви. В началото на 1987 година службите на иракското военно министерство издават заповед да започне облъчването на циркониев оксид в изследователския център „Тувейта“.
В края на 1987 година на полигон за химически оръжия са тествани няколко експлозивни контейнера, всеки от които съдържа около 1 килограм радиоактивен цирконий. Впоследствие са създадени три прототипни бомби, всяка с тегло от 1400 килограма. Цирконият в тях излъчва между 1,5 и 3 кюри радиация и е облъчен в реактора ИРТ-5000, който заменя разрушения през 1981 година „Озирак“. Едната бомба е детонирана на върха на малка кула, а другите две се пуснати от въздуха. Опитите са извършени на различни полигони в Ирак.
Произведени са 100 обвивки на бомби тип ЛД-250, които е трябвало да тежат по 400 килограма, след като се превърнат в истински радиологични оръжия. Въпреки тези усилия програмата за радиологични оръжия е прекратена бързо, тъй като рискът при транспортирането на радиоактивните материали е твърде голям. Освен това резултатите при опитите с прототипните бомби не са задоволителни. В „Тувейта“ са облъчени само няколко килограма циркониев оксид.